# 涪陵辣妹子集团有限公司
涪陵辣妹子集团有限公司、重庆涪陵辣妹子集团有限公司、涪陵辣妹子、涪陵辣妹子集团，是位于中华人民共和国重庆市涪陵区的一个大型食品公司，以生产榨菜为主。

## 沿革
1998年7月，万绍碧将涪陵的一家破产的制衣公司收购，组建起辣妹子集团公司。当时恰逢重庆市直辖，公司向重庆市政府借创业资金，并开始进行加工技术改良。最初是为了贴牌生产，但“辣妹子”榨菜开始出名，之后获得中国驰名商标。2008年，“涪陵榨菜传统手工制作技艺”被列入“国家级非物质文化遗产代表性项目名录”。涪陵辣妹子集团有限公司的万绍碧，还有涪陵区榨菜管理办公室杜全模、涪陵榨菜（集团）有限公司的向瑞玺和赵平被命名为“涪陵榨菜传统手工制作技艺”代表性传承人。2019年4月23日，由于企业外债未还，涪陵辣妹子集团有限公司及万绍碧被重庆市渝北区人民法院判决为失信被执行人（(2019)渝0112执6499号）。